# Owen Bradley
William Owen Bradley (Westmoreland (Tennessee), 21 oktober 1915 – Nashville (Tennessee), 7 januari 1998) was een Amerikaanse countrypianist en producent, die samen met Chet Atkins, Bob Ferguson, Bill Porter en Don Law, een van de belangrijkste architecten was van het Nashville-geluid in de jaren 1950 en 1960 in countrymuziek en rockabilly.

## Biografie

### Voor de roem
Bradley, geboren in Westmoreland, Tennessee, leerde op jonge leeftijd piano spelen en begon als tiener in plaatselijke nachtclubs en wegrestaurants te spelen. Op 20-jarige leeftijd kreeg hij een baan bij WSM-AM radio, waar hij werkte als arrangeur en muzikant. In 1942 werd hij de muzikaal leider van het station en was hij ook de leider van een veelgevraagde dansband, later aangevuld door de vocalisten Bob Johnstone en Dottie Dillard, die over de hele stad op bemiddelde societyfeesten speelden. Datzelfde jaar schreef hij mee aan de hit Night Train to Memphis van Roy Acuff. Hij leidde de band tot 1964, hoewel in de tussenliggende decennia zijn werk als producent zijn eigen uitvoerende carrière ver zou overschaduwen. In 1947 kreeg Bradley een positie als arrangeur en songwriter bij Decca Records. Hij werkte voor Paul Cohen aan opnamen van enkele van de grootste talenten van de dag, waaronder Ernest Tubb, Burl Ives, Red Foley en Kitty Wells. Hij leerde van Cohen en begon uiteindelijk zelf platen te produceren. Toen zijn mentor in 1958 het label verliet, werd Bradley vice-president van Decca's Nashville-divisie en begon hij te pionieren met wat de Nashville-sound zou worden.

### De Nashville-sound
Countrymuziek werd lange tijd beschouwd als ongekunsteld en volks en was grotendeels voorbehouden aan luisteraars in de minder welvarende kleine steden van het Amerikaanse Zuiden en Appalachia. Eind jaren 1950 positioneerde Bradley's thuisbasis Nashville zich als een centrum van de opname-industrie en niet alleen als het traditionele huis van de Grand Ole Opry. In feite begon het Nashville-geluid in een Quonsethut die was verbonden aan een huis, dat Bradley bezat met zijn broer Harold op 804 16th Avenue South in Nashville. Deze locatie, die informeel bekend zou worden als Quonset Hut Studio, wordt algemeen erkend als de geboorteplaats van een meer commerciële countrymuziek, die vaak overging in pop. Dit aparte genre van Amerikaanse muziek is voornamelijk ontwikkeld door Owen Bradley's team van zorgvuldig geselecteerde muzikanten, waaronder Harold, Grady Martin, Bob Moore, Hank Garland en Buddy Harman, gezamenlijk bekend als Nashville's A-Team.
Het succes van Bradley's Quonset Hut Studio spoorde RCA Victor aan om zijn beroemde RCA Studio B te bouwen. Een handvol andere labels volgden al snel met het opzetten van een handel op wat uiteindelijk bekend zou worden als Music Row. Bradley en zijn tijdgenoten inspireerden gemaakte melodieën met meer verfijnde teksten en vermengden ze met een verfijnde popmuziekgevoeligheid om het Nashville-geluid te creëren, later bekend als countrypolitan. Lichte, gemakkelijk te luisteren piano (zoals gepopulariseerd door Floyd Cramer) verving de klinkende honky-tonk-piano (ironisch genoeg was een van de artiesten die Bradley in de jaren 1950 zou opnemen honkytonk blueszanger/pianist Moon Mullican. De Mullican-sessies geproduceerd door Bradley waren experimenteel in dat ze Mullicans originele bluesstijl samenvoegden met de opkomende Nashville sound stylings). Verrukkelijke snaarsegmenten namen de plaats in van het bergvioolgeluid, steelgitaren en soepele achtergrondzang maakten de mix compleet. Over het Nashville-geluid zei Bradley: 'Nu hebben we de fiddle- en steelgitaar eruit gehaald en refreinen aan countrymuziek toegevoegd. Maar daar kan het niet stoppen. Het moet zich altijd blijven ontwikkelen om fris te blijven'.

### Starmaker
De zangers die Bradley produceerde, boekten ongekende vooruitgang op de radio en artiesten als Kitty Wells, Patsy Cline, Brenda Lee, Loretta Lynn, Lenny Dee en Conway Twitty werden landelijk bekende namen. Popzangers als Buddy Holly en Gene Vincent namen ook op met Bradley in zijn studio in Nashville. Bradley probeerde vaak oudere hitmakers opnieuw uit te vinden en zoals eerder vermeld, probeerde hij het geluid van Moon Mullican bij te werken en produceerde hij een van Mullicans beste uitvoeringen Early Morning Blues, waar de blues en het Nashville-geluid elkaar verrassend goed aanvulden. Ook produceerde hij Bill Monroe in zowel bluegrass als bepaald niet-bluegrass-arrangementen (Monroe's covers van Jimmie Rodgers' Caroline Sunshine Girl en Moon Mullicans Mighty Pretty Waltz bijvoorbeeld, bevatten een standaard countryband in plaats van bluegrass). Veel oudere artiesten erkenden dat ze moesten veranderen, toen ze zagen dat de voormalige pure honkytonk-zanger Jim Reeves met groot succes zijn eigen stijl mengde met de nieuwere stijlen. Niet iedereen was echter zo succesvol als Reeves of Patsy Cline in deze verandering. Naast zijn productie bracht Bradley een handvol instrumentale nummers uit onder zijn eigen naam, waaronder de kleine hit Big Guitar uit 1958. Eind jaren 1950 produceerde Bradley de radio- en tv-serie Country Style, USA met zijn broer Harold voor distributie naar lokale radio- en tv-stations als rekruteringsinstrument voor het Amerikaanse leger.

### Bradleys Barn studio
Bradley verkocht The Quonset Hut Studio aan Columbia Records (dat tegenwoordig een divisie is van Sony Music Entertainment), kocht in 1961 een boerderij buiten Nashville (Mt. Juliet, Tennessee) en verbouwde een schuur tot een demostudio. Binnen een paar jaar werd de nieuwe Bradley's Barn een populaire opnameplaats in countrymuziekkringen. The Beau Brummels brachten een eerbetoon aan de studio, door hun album Bradley's Barn uit 1968 een titel te geven. De studio brandde in 1980 tot de grond toe af, maar Bradley herbouwde het binnen een paar jaar op dezelfde locatie.

### Latere jaren en onderscheidingen
In 1974 werd Owen Bradley opgenomen in de Country Music Hall of Fame. Hij behaalde ook de onderscheiding, omdat hij platen had geproduceerd voor meer mede-Hall of Fame-leden (zes) dan wie dan ook, behalve Paul Cohen, die er negen produceerde. Hij ging begin jaren 1980 met pensioen, maar bleef aan geselecteerde projecten werken. De Canadese artieste K.d. lang koos Bradley om haar veelgeprezen album Shadowland uit 1988 te produceren. Op het moment van zijn overlijden produceerden hij en Harold het album I've Got A Right To Cry voor Mandy Barnett, die vooral bekend is vanwege haar vertolking van Patsy Cline in de originele Nashville-productie van het toneelstuk Always ... Patsy Cline.
Zijn productie van Cline's legendarische hits zoals Crazy, I Fall to Pieces en Walkin' After Midnight blijven, meer dan vijftig jaar later, de norm waartegen grote vrouwelijke countryrecords vandaag worden gemeten. Het is zijn werk met Cline en Loretta Lynn, waarvoor hij het meest bekend is en toen de biopics Coal Miner's Daughter en Sweet Dreams werden gefilmd, werd hij gekozen om hun soundtracks te regisseren. In 1997 wijdde de Metro Parks Authority in Nashville een klein openbaar park tussen 16th Avenue South en Division Street aan Owen Bradley, waar zijn bronzen beeltenis op een bronzen piano zit. Owen Bradley Park ligt aan de noordkant van Music Row. Er werd ook een deel van de rijbaan naar hem vernoemd, waar Bradley's Barn ooit stond in Mt. Juliet, Tennessee, op Benders Ferry Road. Op 25 juni 2019 plaatste The New York Times Magazine Owen Bradley onder honderden artiesten, wiens materiaal naar verluidt werd vernietigd tijdens de Universal Fire van 2008. Bradley's zoon Jerry werd in 2019 opgenomen in de Country Music Hall of Fame. Zijn broer Harold werd in 2006 ingewijd. Bradley werd opgenomen in de Musicians Hall of Fame and Museum na ontvangst van de «Producer Award 2019».

## Overlijden
Owen Bradley overleed in januari 1998 op 82-jarige leeftijd.